# Per Lindberg
Per August Lindberg (Stoccolma, 1890 – 1944) è stato un regista svedese.

## Biografia
Figlio dell'attore e regista August Lindberg, fu attivo a Göteborg tra il 1918 e il 1922, nel 1923 fu scritturato al Konserthuset di Stoccolma. Dal 1927 al 1929 diresse il Dramatiska Teatr.
Nella prima parte della sua carriera predilesse opere di August Strindberg e William Shakespeare, mentre successivamente portò sulla scena capolavori rinascimentali e drammi novecenteschi.